# Louisa Lytton
Louisa Claire Lytton, née le 7 février 1989 à Camden, est une actrice britannique vivant à Islington.

## Biographie
Louisa Lytton joue le rôle d'Imogen Fidmann dans le film américain American Pie : Les Sex Commandements de John Putch en 2009.

## Filmographie

### Cinéma
- 2009 : American Pie Présente : Les Sex Commandements : Imogen Fidmann
- 2012 : Payback Season : Keisha
- 2012 : The Knot : Stephanie
- 2013 : Young, High and Dead : Jenny
- 2016 : Fractured : Alva

### Courts-métrages
- 2008 : Disappeared
- 2010 : Mixed Up

### Télévision

#### Séries télévisées
- 1997-2009 : The Bill : PC Beth Green / Natalie Shepherd
- 1999 : Let Them Eat Cake : Little Girl
- 2005-2006 : EastEnders : Ruby
- 2010 : Casualty : Grace Fielding
- 2010 : Identity : Lucy Fox
- 2014 : Edge of Heaven : Michelle
- 2015 : Les enquêtes de Murdoch : Ginny Beasley
- 2018 : On Order and Away : Dizzy